# Cross Slab von Govan
Der Sun Stone („Sonnenstein“) genannte Cross Slab von Govan (schottisch-gälisch: Baile a’ Ghobhainn)  steht heute in dem westlichen Ortsteil von Glasgow in Schottland. Er steht mit anderen Cross-Slabs in der Govan Old Parish Church im Glasgower Vorort Govan in Schottland.
In der Kirche wird die größte Sammlung frühmittelalterlicher Skulpturensteinen (Sculptured Stones) in Schottland aufbewahrt, was die Bedeutung Govans im 9. und 10. Jahrhundert widerspiegelt. 31 Steine haben überlebt und weitere 16 sind in der Vergangenheit auf dem Friedhof vergraben worden. Die Sammlung schließt dekorierte Kreuzschäfte, Cross-Slabs und Grabplatten ein.
Der Cross-Slab ist auf der Frontseite mit einem geschnitzten Kreuz versehen, ausgelegt und umgeben von Knotenmustern oberhalb der Darstellung eines mit Schwert und Speer bewaffneten Reiters auf einem Tier (vermutlich ein Pferd).
Die Rückseite enthält oben eine Version des Schlangen-Bosse-Motivs, als verzogene Swastika, wie sie ähnlich bei frühchristlichen Skulpturen an anderen Stellen in Schottland, in gälischen und piktischen Kontexten gefunden wurden (auf Kreuzen auf Iona und Islay und auf einem Cross-Slab bei Nigg in Easter Ross sowie auf Kreuzen in Irland) und die als Auferstehungssymbolik verstanden wurde. Die Darstellung von Schlangen, die strahlenförmig von einer zentralen Bosse ausgehen, stammt aus dem 8. bis 10. Jahrhundert und wird auch als Sonne mit ihren Strahlen ausgelegt, daher der Name „Sonnenstein“. Darunter befindet sich ein Feld mit Knotenmustern.